# Малыш (персонаж Астрид Линдгрен)
Сванте Свантесон (швед. Svante Svantesson, в английском переводе — Eric Ericson) по прозвищу Малыш (швед. Lillebror — «братик») — популярный литературный персонаж, созданный шведской писательницей Астрид Линдгрен, главный (наряду с Карлсоном) герой трилогии о Малыше и Карлсоне. В России также широко известен по мультфильму с продолжением режиссёра Бориса Степанцева, являющемуся её экранизацией.

## Происхождение персонажа
Весёлым и жизнерадостным повестям о Малыше и Карлсоне предшествовало совсем другое по настроению произведение автора: вышедший в 1949 году сборник сказок «Крошка Нильс Карлсон». Здесь у героев этих сказок, детей, нередко страдающих от холода, одиночества или болезней, впервые появляются вымышленные друзья: крошка Нильс Карлсон, домовёнок, живая кукла, невидимая сестра и, наконец, господин Лильонкваст. Последний — герой рассказа «В стране между светом и тьмой» — это «волшебный дядюшка», который носит остроконечную шляпу, водит детей в путешествия по невероятным местам, ассоциирующимся с царством смерти, и утешает придуманной им поговоркой «Это не имеет ни малейшего значения. Ни малейшего значения в Стране Между Светом и Тьмой».

## Биография и портрет персонажа
Повести о Малыше и Карлсоне, первая из которых опубликована в 1955 году, решены совсем в другом ключе, чем имеющая определённые сюжетные параллели с ними сказка 1949 года.
Малыш Сванте Свантесон — благополучный ребёнок из принадлежащей к типичному среднему классу семьи, живущей в Стокгольме. Он третий и младший ребёнок в семье. В квартире семьи Свантесон пять комнат, у каждого ребёнка — своя, камин в гостиной, у которого семья собирается по вечерам, в буфете хранится столовое серебро, мама Малыша — домохозяйка: она прекрасно готовит тефтели и плюшки с корицей. Последние очень любит Малыш.
В начале первой книги маленькому Сванте семь лет. В начале июня ему исполняется восемь лет. Маленький Сванте в книге описан как «самый обыкновенный малыш», у которого «голубые глаза, немытые уши и разорванные на коленках штанишки». Подчёркивается, что у него добрые голубые глаза. Но в то же время он может подраться, обидеться или сказать колкость. При этом Малыш «не умел долго дуться».
Малыш — любимец всей своей семьи. Его часто балуют, но несмотря на это он нередко чувствует себя одиноким и непонятым. Брат и сестра Малыша, 14-летний Боссе и 13-летняя Бетан, значительно старше его. Их волнуют прежде всего личные проблемы и интересы. Папе и маме тоже часто не до Малыша. У Малыша есть двое друзей-одноклассников, но и с ними он не близок, говоря, что они «на редкость глупая выдумка».

## Характер Малыша и его развитие
Характер Малыша противопоставлен характеру Карлсона, который представляет собой достаточно эгоистичное создание с ярко выраженными чертами трикстера. Самого же Сванте отличают чуткость, ранимость и искренность. Такой застенчивый, вдумчивый и ранимый младший братик, выписанный с большой нежностью, не раз появляется на страницах книг Линдгрен: это Пелле из «Мы — на острове Сальткрока», Боссе из «Мы все из Бюллербю» и т. д. Кайса Линдстен предположила, что появление подобного персонажа у писательницы предвещало формирование в шведском обществе феминистического идеала домашнего мужчины.
Несмотря на свидетельства реального существования Карлсона, описанные в книгах трилогии, Астрид Линдгрен даёт достаточно оснований считать его плодом фантазии маленького Сванте Свантесона, его альтер эго, появившимся в результате психологической компенсации. В частности, Карлсон обычно появляется, когда мальчик испытывает одиночество. Синдром Карлсона — психологическая особенность детей 3-7 лет, испытывающих потребность в воображаемом друге.
Книги о Малыше и Карлсоне во многом построены как роман воспитания: Малыш растёт, и перед ним постоянно ставится выбор между весёлыми инфантильными жизненными принципами Карлсона и моралью своих родителей; он постепенно приходит к их синтезу и примирению. Воспитательный подтекст несложно увидеть в сценах «курощения [sic] домомучительницы», которая у Линдгрен решена как достаточно жёсткое противостояние слишком строгой воспитательницы с совершенно эгоистичным Карлсоном, и результат «курощения» [sic] заставляет почувствовать себя несчастными всех троих.
Важным для понимания образа Малыша являются его рассуждения о любви. В частности, из всего разговора о том, не придётся ли Сванте жениться на «старой жене» своего старшего брата Боссе, подобно тому, как он донашивает одежду брата, и нельзя ли ему будет, когда он вырастет, жениться на маме, который у Линдгрен, несмотря на явную фрейдистскую проблематику, решён с удивительно мягким юмором и тактом. Их продолжением можно считать рефлексию Малыша в ответ на вопрос мамы, любит ли он Гуниллу, о своей любви к родителям, брату и сестре (хотя он и часто сердится на Боссе и Бетан), Карлсону, который живёт на крыше, и однокласснице Гунилле, на которой он «может… же́нится… когда вырастет, потому что хочешь не хочешь, а жену иметь надо».

## В театре и кино

### Отличия «советского» Малыша от оригинального

#### Внешность и биография
В мультфильмах «Малыш и Карлсон» и «Карлсон вернулся» «мелкобуржуазные» атрибуты жизни семьи Свантесон были опущены, точно так же, как и указания на Швецию. Родители Сванте приобретают черты архетипичных советских интеллигентов, ИТР: оба ходят на работу, носят очки (а отец — ещё и бороду); отец любит читать газеты и курит трубку. Десятилетием спустя их облик был позаимствован для мультфильма «Трое из Простоквашино»: примерно так же нарисованы родители Дяди Фёдора (в особенности это касается отца, который внешне отличается только отсутствием очков).
Внешность самого Малыша была отчасти списана с главного героя предыдущего мультфильма Бориса Степанцева — «Вовка в Тридевятом царстве». Почти не изменился по сравнению с Вовкой (озвученным Риной Зелёной) и тембр голоса персонажа, хотя озвучившая его Клара Румянова добавила в него грусти.
В мультфильмах настоящее имя мальчика — Сванте — никак не фигурирует, оно исчезло оттуда вместе с большей частью примет Швеции и Стокгольма (так, отсутствует район Васастан, зато появляются двухэтажные автобусы и англоязычные заголовки газет).

#### Характер
Скромный, мечтающий, дружелюбный. Моменты одиночества Малыша в книге обусловлены его возрастом (его брат и сестра — значительно старше и с другими интересами, а его личная социализация только начинается, несмотря на то, что он уже ходит в школу), в мультфильме же оно кажется куда более непреодолимым.
Потеряна в мультфильме и динамика развития характера, взросление маленького Сванте. Так, из советского мультфильма выпала важная, с точки зрения психологического символизма, встреча Карлсона с родителями Малыша на дне рождения последнего. Убран из мультфильма и достаточно глубокий психологизм сцены «укрощения домомучительницы» — в мультфильме и Карлсон, и фрекен Бок просто играют свои роли, не обижая друг друга по-настоящему.
У Линдгрен реальный щенок, которого дарят Малышу на день рождения в конце первой книги, не является антагонистом Карлсона, гостя из мира воображения. Тот играет со щенком, дарит Малышу «собачий свисток». В мультфильме же Карлсон (а не мама, как в книге), явившись утешать Малыша, когда тот думает, что собаку ему не подарят, с обидой в голосе говорит «А как же я, ведь я же лучше собаки» и при появлении щенка исчезает. Впервые эта оппозиция проявляется в рецензии на сказку Астрид Линдгрен, озаглавленной «Самая детская книга», которую В. И. Глоцер опубликовал в первом номере журнала «Семья и школа» за 1966 год. В ней написано о «пропасти», разделяющей мир родителей с миром детства, в котором живёт Малыш, и олицетворением которого является Карлсон, о неправдоподобности встречи Карлсона с родителями. Глоцер говорит о соперничестве Карлсона и собаки, следуя, по-видимому, логике мамы Малыша, считающей, что, когда у сына будет собака, воображаемый друг ему не будет нужен, и задаёт вопрос «Кто Малышу нужней и дороже?», отвечая на него — «Карлсон».
В мультфильме образу Малыша сопутствуют музыкальные темы, исполняемые на деревянных духовых, колокольчиках и ксилофоне (в то время как для Карлсона «его» инструментом является джазовый саксофон). Тема одиночества Малыша в музыкальном плане решена как вариация на тему песен Новеллы Матвеевой «Караван» и «Дома без крыш». Этот мотив придаёт его одиночеству «взрослых» (или, по крайней мере, подростковых) ноток.
При переносе в экранный формат образ Малыша был заметно обеднён. Похожая трансформация произошла с персонажем примерно в то же время при адаптации к театральной сцене. Софья Прокофьева пишет в 1968 году пьесу по повести Линдгрен; её первая и самая известная постановка принадлежит режиссёру Маргарите Микаэлян из Московского театра Сатиры. Роль Малыша в нём исполняет актриса Тамара Мурина, в телеверсии — Михаил Защипин (озвучен Марией Виноградовой).
И в мультфильме, и в спектакле Малыш лишился не только имени, но и почти целиком — рефлексии. Из всего разговора о том, не придётся ли Сванте жениться на «старой жене» своего старшего брата Боссе, подобно тому, как он донашивает одежду брата, и нельзя ли ему будет, когда он вырастет, жениться на маме, в мультфильме осталась лишь первая фраза. Утеряны и остальные рассуждения Малыша о любви.

### Другие экранизации
Современную шведско-немецкую экранизацию сказки (плохо принятую многими российскими критиками, сравнивавшими её с советским мультфильмом) отличает бережное отношение к букве оригинала. Роль Малыша в её русском переводе озвучивает Татьяна Канаева. Персонажей шведского мультсериала рисовала художница Илон Викланд, иллюстрирующая Астрид Линдгрен с 1954 года. Однако её иллюстрации (в том числе образ Малыша) не отличает харизматичность, характерная для работы Анатолия Савченко в советской экранизации.